# Kédougou
Kédougou – miasto w południowo-wschodnim Senegalu nad rzeką Gambia, na północnym skraju wyżyny Futa Dżalon w regionie Kédougou, ok. 19 tys. mieszkańców. Miasto połączone jest obecnie asfaltową szosą z resztą kraju, dzięki czemu ułatwiona jest komunikacja ze stolicą kraju. Dawniej miasto utrzymywało jednak znacznie ściślejsze związki z pobliską Gwineą (granica znajduje się około 30 km na południe od miasta). Dominującą grupą etniczną są tu Fulanie, posługujący się dialektem Pulaar - gwinejską odmianą języka fulfulde. Również na odbywające w okolicy dni targowe (tzw. lumo) często zjeżdżają kupcy z Gwinei. 